# Omaha Ak-Sar-Ben Knights
Omaha Ak-Sar-Ben Knights – amerykański  klub hokejowy z siedzibą w Omaha działający w latach 2005–2007, grająca w American Hockey League w dywizji zachodniej, konferencji zachodniej.
Drużyna podlega zespołowi Calgary Flames oraz ma własną filię w ECHL, którą jest drużyna Las Vegas Wranglers. Drużyna przestała istnieć w 2007 roku, gdy przeniosła się do Moline i zmieniła nazwę na Quad City Flames.

## Osiągnięcia
- Norman R. „Bud” Poile Trophy: 2007